# 塞勒姆：傳說、附魔和怪物的秘密檔案
《塞勒姆：傳說、附魔和怪物的秘密檔案》（英語：S.A.L.E.M.: The Secret Archive of Legends, Enchantments, and Monsters）是一部美國奇幻懸疑網路電視動畫，由酷兒薩曼莎·「薩姆」·索耶（Samantha "Sam" Sawyer）所創作，改編自索耶的未出版漫畫《塞勒姆》（S.A.L.E.M.），講述非二元性別的神秘生物塞勒姆（Salem）與同伴們的冒險旅程。動畫由Kickstarter上的眾籌活動資助。
索耶表示，該劇受到《愛酷一族》、《膽小狗英雄》和《外星入侵者齊姆》的影響。該劇播映日目前未定。

## 劇情
故事背景設定於美國西維吉尼亞州的虛構城市空心視界（Hollow Watch）中，講述非二元性別的神秘生物塞勒姆，沒有核心身份或性別，為了探索自己真實身份而展開冒險。一本附魔的書、攝影師奧利佛和靈媒佩特拉加入了塞勒姆的這趟旅途，眾人共同穿梭於「妖精、地精和其他神秘世界」。

## 角色

### 主要
- 塞勒姆（Salem，蘿拉·貝莉配音[7]），非二元性別的神秘生物，在得知自己被收養之後，便開始尋找真正的身份。同性戀[8]，容易興奮、樂於學習且「渴望知識」[9]。
- 奧利佛（Oliver，亞當·麥卡爾斯（英语：Adam McArthur）配音[10]），一心從事拍攝神秘生物照片的攝影師。和塞勒姆一樣是同性戀[8]。
- 佩特拉（Petra，瑞兒·唐斯（英语：Riele Downs）配音[11][12]），怕鬼的靈力靈媒。忠貞的無性戀[8]，正在弄清自己正在做的事[13]。

### 常駐
- 隱密後裔（The Cryptorium，羅伯·保羅森（英语：Rob Paulsen）配音[7]），一本附魔的書，它指導了塞勒姆的旅程。
- 布格曼（Boogeyman，羅伯·保羅森配音[7]），床邊妖怪，塞勒姆的繼父。
- 艾爾洛（Arlo），佩特拉的哥哥，喜歡讀書及安靜的夜晚，為上大學而努力。[14]

### 其他
- 佛萊迪（Freddie，麥西·凱配音[15]），一隻黑貓。
- 大腳怪（Bigfoot，布洛克·鮑威爾配音[16][17]），塞勒姆、奧利佛和佩特拉在樹林中遇見的怪物。
- 丹尼爾（Daniel，Q·福爾蒂配音[18]）

## 製作
動畫改編自主創酷兒薩曼莎·「薩姆」·索耶（Samantha "Sam" Sawyer）的未出版漫畫《塞勒姆》（S.A.L.E.M.），於2013年起構思改編動畫，直到2018年11月才開始由史旺比·馬許的衝浪者傑克製作（Surfer Jack Productions）公司進行主要製作。動畫在Kickstarter上發起眾籌活動，以募集資金。馬許將擔任執行製片人兼配音導演，Q·福爾蒂（Q Fortier）則擔任一級監製。此外，的蘭迪·亞伯拉罕（Randy Abrams）將擔任執行製片人。蘿拉·貝莉、亞當·麥卡爾斯、瑞兒·唐斯及羅伯·保羅森擔任幾名主角的配音員，分別為塞勒姆（Salem）、奧利佛（Oliver）、佩特拉（Petra），以及隱密後裔（The Cryptorium）和布格曼（Boogeyman）。2020年2月，長度一季的集數已製作完成，每集達11至12分鐘長。
索耶在2020年1月的一次採訪中表示，她一直都知道這個故事是關於「與眾不同的人」，並指出主角群歸類於非二元性別，並補充說，創作方以講述殘疾人、膚色，以及「不認同性別的人」來展開故事。之後，索耶表示，該劇受到《愛酷一族》、《膽小狗英雄》和《外星入侵者齊姆》的影響。

## 發行
2019年8月13日，首支預告片釋出。10月17日，釋出動畫的開場片段。
2020年1月23日，索耶在AMA上表示，該劇「有望於2021年初」在YouTube上發行，但如果未能成功，它將被發表到每個人都能觀賞首集的網站上。一年後（2021年1月），隨著亞當·麥卡爾斯發推文說他見過試播集後，索耶在推特上回應粉絲對於發行日的疑問：「尚未正式發布，但離我們越來越近。」

## 備註
1. ↑  據YouTube官方頻道的說明中所述。
2. ↑  據官方Instagram帳戶的說明中所述。

## 外部連結
- 互联网电影数据库（IMDb）上《塞勒姆：傳說、附魔和怪物的秘密檔案》的资料（英文）
- 塞勒姆：傳說、附魔和怪物的秘密檔案的X（前Twitter）
- Kickstarter頁面 （页面存档备份，存于）